# Bettwiller
Bettwiller je občina v departmaju Bas-Rhin francoske regije Alzacija.
Leta 2008 je v občini živelo 339 oseb oz. 83 oseb/km².